# 萩原玲二
萩原 玲二（はぎわら れいじ）は、日本の漫画家。1986年、『少年サンデー別冊』に掲載された「KIDS ARE ALL RIGHT」（掲載時は麗憂魅名義）でデビュー。代表作に『ALIEN秘宝伝』など。オリジナル作品のほかに、SF・伝奇小説や実話怪談などのコミカライズを数多く手掛けている。

## 作品リスト
- レッド（講談社）
- 勝手にジャンキィロード（竹書房近代麻雀コミックス）
- 地球暗黒記ナナ・ヌウ（原作：荒俣宏、角川書店）
- BADGE（バッジ）（『コミックガンマ』（竹書房）掲載、単行本全1巻）
- 旋風のイリヤ（フランス書院）
- 軽薄ピエロ（白泉社ジェッツコミックス）
- ザ・マシーン・ガン・ドーターズ （河出書房新社九龍COMICS）
- 痛快お伽草紙 爆弾カチカチ山
- 薬菜飯店（原作：筒井康隆）
- パプリカ（原作：筒井康隆）
- 筒井漫画涜本（原作：筒井康隆、「弁天さま」、実業之日本社）
- グッドバッドママ（講談社）
- Alien秘宝伝 - 1998-1999 - （原作：菊地秀行「エイリアン秘宝街」、ヤングサンデーコミックス、全1巻）
- 天使だけが翼を持っている（『月刊サンデージェネックス』（小学館）掲載、単行本全2巻）
- アーニャの麻雀日和 - 「はぎわられいじ」名義で『近代麻雀』にて月一連載
- スヰート - 『近代麻雀』にて不定期掲載の読切シリーズ
- JAPAN WAR 1945 新大東亜戦記（原作：佐藤大輔、角川書店）
- その時歴史が動いた コミック版
- 鉄輪女 - 『サムケ』Vol.1
- くだんのはは（原作：小松左京、『コミック特盛新耳袋』（ホーム社）掲載）
- うしおんな（『コミック特盛新耳袋』掲載）
- 艦隊のシェフ（原作：池田邦彦、『モーニング』2021年43号[1] - 連載中）

## アシスタント
- 児嶋都[2]